# Wan Jiyuan
Dans ce nom chinois, le nom de famille, Jiyuan, précède le nom personnel.
Wan Jiyuan (en chinois : 万济圆), née le 13 juillet 2002 dans la province du Heilongjiang, est une joueuse chinoise de basket-ball.

## Biographie
Elle est médaillée de bronze du Championnat d'Asie féminin de basket-ball des moins de 16 ans 2017 avec la sélection chinoise.
Elle est membre de l'équipe chinoise de basket-ball à trois qui dispute les Jeux olympiques de Tokyo.

## Palmarès
- Médaille de bronze aux Jeux olympiques d'été de 2020 en basket à trois[2].